# Douzième circonscription du Rhône
La douzième circonscription du Rhône est l'une des 14 circonscriptions législatives françaises que compte le département du Rhône (69) situé en région Auvergne-Rhône-Alpes.

## Description géographique et démographique

### De 1973 à 1986
Créée en 1969, la douzième circonscription du Rhône  était composée de :
- canton de Saint-Genis-Laval
- commune de Tassin-la-Demi-Lune

### Depuis 1988
La douzième circonscription du Rhône est délimitée par le découpage électoral de la loi no 86-1197 du 24 novembre 1986, elle regroupe les divisions administratives suivantes : 
- Canton d'Irigny
- Canton d'Oullins
- Canton de Sainte-Foy-lès-Lyon
- Canton de Tassin-la-Demi-Lune.

D'après le recensement général de la population en 1999, réalisé par l'Institut national de la statistique et des études économiques (Insee), la population de cette circonscription est estimée à 106 625 habitants,.

## Historique des députations
| Législature | Début de mandat | Fin de mandat  | Député                | Parti politique | Observations                                                                           |
| ----------- | --------------- | -------------- | --------------------- | --------------- | -------------------------------------------------------------------------------------- |
| IXe         | 23 juin 1988    | 1er avril 1993 | Michel Terrot         | RPR             |                                                                                        |
| Xe          | 2 avril 1993    | 21 avril 1997  | Michel Terrot,        | RPR,            | Mandat écourté à la suite d'une dissolution parlementaire décidée par Jacques Chirac.  |
| XIe         | 12 juin 1997    | 18 juin 2002   | Michel Terrot,        | RPR,            |                                                                                        |
| XIIe        | 19 juin 2002    | 19 juin 2007   | Michel Terrot,        | UMP,            |                                                                                        |
| XIIIe       | 20 juin 2007    | 19 juin 2012   | Michel Terrot         | UMP             |                                                                                        |
| XIVe        | 20 juin 2012    | 20 juin 2017   | Michel Terrot         | UMP             |                                                                                        |
| XVe         | 21 juin 2017    | 21 juin 2022   | Cyrille Isaac-Sibille | MoDem           |                                                                                        |
| XVIe        | 22 juin 2022    | 9 juin 2024    | Cyrille Isaac-Sibille | MoDem           | Mandat écourté à la suite d'une dissolution parlementaire décidée par Emmanuel Macron. |

## Historique des élections

### Élections de 1973
| Candidat       | Candidat            | Parti          | Premier tour | Premier tour | Second tour | Second tour |  |
| Candidat       | Candidat            | Parti          | Voix         | %            | Voix        | %           |  |
| -------------- | ------------------- | -------------- | ------------ | ------------ | ----------- | ----------- |  |
|                | Xavier Hamelin élu  | UDR (URP)      | 16 640       | 34,18        | 25 288      | 52,15       |  |
|                | Marc Suc            | CD (MR)        | 10 004       | 20,55        | Retrait     | Retrait     |  |
|                | Étienne Matray      | PS (UGSD)      | 9 981        | 20,5         | 23 200      | 47,85       |  |
|                | Roger Montadert     | PCF            | 8 911        | 18,3         | Retrait     | Retrait     |  |
|                | Bernard Huissoud    | PSU            | 2 157        | 4,43         |             |             |  |
|                | Jean-Louis Gaillard | LO             | 996          | 2,05         |             |             |  |
|                |                     |                |              |              |             |             |  |
| Inscrits       | Inscrits            | Inscrits       | 60 991       | 100,00       | 60 981      | 100,00      |  |
| Abstentions    | Abstentions         | Abstentions    | 11 518       | 18,88        | 11 041      | 18,11       |  |
| Votants        | Votants             | Votants        | 49 473       | 81,12        | 49 940      | 81,89       |  |
| Blancs et nuls | Blancs et nuls      | Blancs et nuls | 784          | 1,58         | 1 452       | 2,91        |  |
| Exprimés       | Exprimés            | Exprimés       | 48 689       | 98,42        | 48 488      | 97,09       |  |

Le suppléant de Xavier Hamelin était Raymond Charlin, conseiller municipal d'Oullins.

### Élections de 1978
| Candidat       | Candidat                     | Parti          | Premier tour | Premier tour | Second tour | Second tour |  |
| Candidat       | Candidat                     | Parti          | Voix         | %            | Voix        | %           |  |
| -------------- | ---------------------------- | -------------- | ------------ | ------------ | ----------- | ----------- |  |
|                | Xavier Hamelin sortant réélu | RPR            | 25 488       | 40,97        | 33 250      | 52,16       |  |
|                | Roland Bernard               | PS             | 15 336       | 24,65        | 30 496      | 47,84       |  |
|                | Jean-Marie Mick              | PCF            | 10 957       | 17,61        | Retrait     | Retrait     |  |
|                | Maurice Moulin               | Divers droite  | 4 350        | 6,99         |             |             |  |
|                | Bernard Jacquelin            | Écologie 78    | 3 795        | 6,1          |             |             |  |
|                | Bernard Huissoud             | PSU (FA)       | 1 302        | 2,09         |             |             |  |
|                | Jean-Claude Griffoul         | LO             | 532          | 0,86         |             |             |  |
|                | Denis Lafontaine             | LCR            | 326          | 0,52         |             |             |  |
|                | André Perchoux               | UOPDP          | 122          | 0,2          |             |             |  |
|                | M. Marsella                  | PSD            | 1            | 0            |             |             |  |
|                |                              |                |              |              |             |             |  |
| Inscrits       | Inscrits                     | Inscrits       | 76 259       | 100,00       | 76 262      | 100,00      |  |
| Abstentions    | Abstentions                  | Abstentions    | 13 248       | 17,37        | 11 365      | 14,9        |  |
| Votants        | Votants                      | Votants        | 63 011       | 82,63        | 64 897      | 85,1        |  |
| Blancs et nuls | Blancs et nuls               | Blancs et nuls | 802          | 1,27         | 1 151       | 1,77        |  |
| Exprimés       | Exprimés                     | Exprimés       | 62 209       | 98,73        | 63 746      | 98,23       |  |

Le suppléant de Xavier Hamelin était Raymond Charlin.

### Élections de 1981
| Candidat       | Candidat               | Parti          | Premier tour | Premier tour | Second tour | Second tour |  |
| Candidat       | Candidat               | Parti          | Voix         | %            | Voix        | %           |  |
| -------------- | ---------------------- | -------------- | ------------ | ------------ | ----------- | ----------- |  |
|                | Xavier Hamelin sortant | RPR (UNM)      | 26 127       | 47,26        | 29 171      | 49,10       |  |
|                | Roland Bernard élu     | PS             | 20 244       | 36,62        | 30 244      | 50,90       |  |
|                | Jean-Marie Mick        | PCF            | 7 081        | 12,81        |             |             |  |
|                | Alain Pantazian        | PSU            | 1 311        | 2,37         |             |             |  |
|                | Françoise Coulas       | LO             | 514          | 0,93         |             |             |  |
|                | J. Rassat              | PFN            | 1            | 0            |             |             |  |
|                |                        |                |              |              |             |             |  |
| Inscrits       | Inscrits               | Inscrits       | 79 759       | 100,00       | 79 760      | 100,00      |  |
| Abstentions    | Abstentions            | Abstentions    | 23 960       | 30,04        | 19 675      | 24,67       |  |
| Votants        | Votants                | Votants        | 55 799       | 69,96        | 60 085      | 75,33       |  |
| Blancs et nuls | Blancs et nuls         | Blancs et nuls | 521          | 0,93         | 670         | 1,12        |  |
| Exprimés       | Exprimés               | Exprimés       | 55 278       | 99,07        | 59 415      | 98,88       |  |

Le suppléant de Roland Bernard était Claude Jarrige-Lemas, technicien, domicilié à Brignais.

### Élections de 1988
| Candidat       | Candidat                    | Parti          | Premier tour | Premier tour | Second tour | Second tour |  |
| Candidat       | Candidat                    | Parti          | Voix         | %            | Voix        | %           |  |
| -------------- | --------------------------- | -------------- | ------------ | ------------ | ----------- | ----------- |  |
|                | Michel Terrot sortant réélu | RPR (URC)      | 18 767       | 45,46        | 24 277      | 55,14       |  |
|                | René Lambert                | PS             | 13 783       | 33,39        | 19 751      | 44,86       |  |
|                | Jean-Marie Mick             | PCF            | 4 444        | 10,77        |             |             |  |
|                | Alain Chevalier             | FN             | 4 287        | 10,38        |             |             |  |
|                |                             |                |              |              |             |             |  |
| Inscrits       | Inscrits                    | Inscrits       | 66 154       | 100,00       | 66 152      | 100,00      |  |
| Abstentions    | Abstentions                 | Abstentions    | 24 411       | 36,9         | 21 382      | 32,32       |  |
| Votants        | Votants                     | Votants        | 41 743       | 63,1         | 44 770      | 67,68       |  |
| Blancs et nuls | Blancs et nuls              | Blancs et nuls | 462          | 1,11         | 742         | 1,66        |  |
| Exprimés       | Exprimés                    | Exprimés       | 41 281       | 98,89        | 44 028      | 98,34       |  |

Le suppléant de Michel Terrot était Jean Salles, Inspecteur d'Académie honoraire, maire de Sainte-Foy-lès-Lyon.

### Élections de 1993
| Candidat       | Candidat                    | Parti          | Premier tour | Premier tour | Second tour | Second tour |  |
| Candidat       | Candidat                    | Parti          | Voix         | %            | Voix        | %           |  |
| -------------- | --------------------------- | -------------- | ------------ | ------------ | ----------- | ----------- |  |
|                | Michel Terrot sortant réélu | RPR (UPF)      | 19 754       | 44,74        | 25 948      | 63,07       |  |
|                | René Lambert                | PS (ADFP)      | 7 613        | 17,24        | 15 196      | 36,93       |  |
|                | Jean-Paul Veyrard           | FN             | 6 060        | 13,73        |             |             |  |
|                | Bernard Chambon             | Les Verts (EÉ) | 4 556        | 10,32        |             |             |  |
|                | Jean-Marie Mick             | PCF            | 3 753        | 8,5          |             |             |  |
|                | Denyse Ouillon              | LT-LNÉ         | 1 266        | 2,87         |             |             |  |
|                | Francis Faucher             | LO             | 736          | 1,67         |             |             |  |
|                | Michèle Raulin              | PLN            | 222          | 0,5          |             |             |  |
|                | Ruth-Eugénie Bierre         | Extrême droite | 193          | 0,44         |             |             |  |
|                |                             |                |              |              |             |             |  |
| Inscrits       | Inscrits                    | Inscrits       | 66 176       | 100,00       | 66 176      | 100,00      |  |
| Abstentions    | Abstentions                 | Abstentions    | 20 280       | 30,65        | 21 961      | 33,19       |  |
| Votants        | Votants                     | Votants        | 45 896       | 69,35        | 44 215      | 66,81       |  |
| Blancs et nuls | Blancs et nuls              | Blancs et nuls | 1 743        | 3,8          | 3 071       | 6,95        |  |
| Exprimés       | Exprimés                    | Exprimés       | 44 153       | 96,2         | 41 144      | 93,05       |  |

Le suppléant de Michel Terrot était Georges Perret, ancien maire, conseiller général du canton de Tassin-la-Demi-Lune.

### Élections de 1997
| Candidat       | Candidat                    | Parti          | Premier tour | Premier tour | Second tour | Second tour |  |
| Candidat       | Candidat                    | Parti          | Voix         | %            | Voix        | %           |  |
| -------------- | --------------------------- | -------------- | ------------ | ------------ | ----------- | ----------- |  |
|                | Michel Terrot sortant réélu | RPR            | 15 071       | 34,67        | 25 134      | 55,47       |  |
|                | René Lambert                | PS             | 9 859        | 22,68        | 20 177      | 44,53       |  |
|                | Alain Chevalier             | FN             | 6 790        | 15,62        |             |             |  |
|                | Mireille Elmalan            | PCF            | 3 564        | 8,2          |             |             |  |
|                | Alain Veysset               | Les Verts      | 1 769        | 4,07         |             |             |  |
|                | Christian Odemard           | Divers         | 1 721        | 3,96         |             |             |  |
|                | Jean Aubin                  | LDI (MPF)      | 1 346        | 3,1          |             |             |  |
|                | Francis Faucher             | LO             | 1 019        | 2,34         |             |             |  |
|                | Alexandrine Berthel         | GÉ             | 923          | 2,12         |             |             |  |
|                | Martine Moiroud             | MDC            | 512          | 1,18         |             |             |  |
|                | Bernard Chambon             | MÉI            | 426          | 0,98         |             |             |  |
|                | Faralah Kouidri             | Divers gauche  | 206          | 0,47         |             |             |  |
|                | Christian Bonnetain         | PT             | 200          | 0,46         |             |             |  |
|                | Yolande Toulemont           | PLN            | 68           | 0,16         |             |             |  |
|                | Bernard Avrillon            | Divers         | 0            | 0            |             |             |  |
|                |                             |                |              |              |             |             |  |
| Inscrits       | Inscrits                    | Inscrits       | 66 806       | 100,00       | 66 806      | 100,00      |  |
| Abstentions    | Abstentions                 | Abstentions    | 21 938       | 32,84        | 19 263      | 28,83       |  |
| Votants        | Votants                     | Votants        | 44 868       | 67,16        | 47 543      | 71,17       |  |
| Blancs et nuls | Blancs et nuls              | Blancs et nuls | 1 394        | 3,11         | 2 232       | 4,69        |  |
| Exprimés       | Exprimés                    | Exprimés       | 43 474       | 96,89        | 45 311      | 95,31       |  |

Le suppléant de Michel Terrot était Jacques Morel, conseiller municipal UDF de Francheville.

### Élections de 2002
|                | Michel Terrot sortant réélu | UMP              | 22 962 | 50,19  |  |  |  |
|                | René Lambert                | PS               | 12 703 | 27,77  |  |  |  |
|                | Pierre Lahbari              | FN               | 4 979  | 10,88  |  |  |  |
|                | Jean Chambon                | PCF              | 1 483  | 3,24   |  |  |  |
|                | Bertrand Caroline           | MÉI              | 1 016  | 2,22   |  |  |  |
|                | Jean Siry                   | Pôle républicain | 716    | 1,57   |  |  |  |
|                | Guy Audouy                  | Extrême gauche   | 638    | 1,39   |  |  |  |
|                | Jean-Luc Renault            | LO               | 436    | 0,95   |  |  |  |
|                | Laurent Fernandez           | MNR              | 406    | 0,59   |  |  |  |
|                | Véronique Delage            | RCF              | 270    | 0,59   |  |  |  |
|                | Daniel Chatain              | PT               | 141    | 0,31   |  |  |  |
|                |                             |                  |        |        |  |  |  |
| Inscrits       | Inscrits                    | Inscrits         | 68 867 | 100,00 |  |  |  |
| Abstentions    | Abstentions                 | Abstentions      | 22 575 | 32,78  |  |  |  |
| Votants        | Votants                     | Votants          | 46 292 | 67,22  |  |  |  |
| Blancs et nuls | Blancs et nuls              | Blancs et nuls   | 542    | 1,17   |  |  |  |
| Exprimés       | Exprimés                    | Exprimés         | 45 750 | 98,83  |  |  |  |

Le suppléant de Michel Terrot était Bernard Gillet, chef d'entreprise à Sainte-Foy-lès-Lyon.

### Élections de 2007
| Candidat       | Candidat                    | Parti          | Premier tour | Premier tour | Second tour | Second tour |  |
| Candidat       | Candidat                    | Parti          | Voix         | %            | Voix        | %           |  |
| -------------- | --------------------------- | -------------- | ------------ | ------------ | ----------- | ----------- |  |
|                | Michel Terrot sortant réélu | UMP            | 22 125       | 49,12        | 24 580      | 58,99       |  |
|                | Gilles Pommateau            | PS             | 9 449        | 20,98        | 17 090      | 41,01       |  |
|                | Cyrille Isaac-Sibille       | UDF–MoDem      | 5 915        | 13,13        |             |             |  |
|                | Serge Tarassioux            | PCF            | 1 675        | 3,72         |             |             |  |
|                | Annie Torrent               | FN             | 1 599        | 3,55         |             |             |  |
|                | Chantal Kerlan              | Les Verts      | 1 399        | 3,11         |             |             |  |
|                | Maxime Pierot               | LCR            | 1 010        | 2,24         |             |             |  |
|                | Jérôme Pupat                | MPF            | 597          | 1,33         |             |             |  |
|                | Daniele Teyssonneyre        | MÉI            | 508          | 1,13         |             |             |  |
|                | Jean-Luc Renault            | LO             | 311          | 0,69         |             |             |  |
|                | Chantal Jacquier            | Divers         | 272          | 0,6          |             |             |  |
|                | Christine Girerd-Comte      | MNR            | 183          | 0,41         |             |             |  |
|                | Aicha Boughanmi             | Divers         | 0            | 0            |             |             |  |
|                |                             |                |              |              |             |             |  |
| Inscrits       | Inscrits                    | Inscrits       | 73 979       | 100,00       | 74 049      | 100,00      |  |
| Abstentions    | Abstentions                 | Abstentions    | 28 530       | 38,56        | 31 488      | 42,52       |  |
| Votants        | Votants                     | Votants        | 45 449       | 61,44        | 42 561      | 57,48       |  |
| Blancs et nuls | Blancs et nuls              | Blancs et nuls | 406          | 0,89         | 891         | 2,09        |  |
| Exprimés       | Exprimés                    | Exprimés       | 45 043       | 99,11        | 41 670      | 97,91       |  |

### Élections de 2012
| Candidat       | Candidat                    | Parti                               | Premier tour | Premier tour | Second tour | Second tour |  |
| Candidat       | Candidat                    | Parti                               | Voix         | %            | Voix        | %           |  |
| -------------- | --------------------------- | ----------------------------------- | ------------ | ------------ | ----------- | ----------- |  |
|                | Michel Terrot sortant réélu | UMP                                 | 17 827       | 39,11        | 23 439      | 54,69       |  |
|                | Joëlle Sechaud              | PS                                  | 14 516       | 31,85        | 19 422      | 45,31       |  |
|                | Muriel Coativy              | RBM (FN)                            | 5 526        | 12,12        |             |             |  |
|                | Daniel Deléaz               | FG (PCF)                            | 2 365        | 5,19         |             |             |  |
|                | Cyrille Isaac-Sibille       | CpF (MoDem)                         | 2 324        | 5,10         |             |             |  |
|                | Cyril Kretzschmar           | EÉLV                                | 1 959        | 4,30         |             |             |  |
|                | Matthieu Chauvin            | Divers (Solidarité liberté justice) | 404          | 0,89         |             |             |  |
|                | Florie Martinez             | AÉI                                 | 238          | 0,52         |             |             |  |
|                | Jérémy Collin               | Pirate                              | 190          | 0,42         |             |             |  |
|                | Cécile Faurite              | LO                                  | 148          | 0,32         |             |             |  |
|                | Alain Guillon               | CNIP                                | 80           | 0,18         |             |             |  |
|                |                             |                                     |              |              |             |             |  |
| Inscrits       | Inscrits                    | Inscrits                            | 76 167       | 100,00       | 76 167      | 100,00      |  |
| Abstentions    | Abstentions                 | Abstentions                         | 30 261       | 39,73        | 32 408      | 42,55       |  |
| Votants        | Votants                     | Votants                             | 45 906       | 60,27        | 43 759      | 57,45       |  |
| Blancs et nuls | Blancs et nuls              | Blancs et nuls                      | 329          | 0,72         | 898         | 2,05        |  |
| Exprimés       | Exprimés                    | Exprimés                            | 45 577       | 99,28        | 42 861      | 97,95       |  |

### Élections de 2017
|                                                                       |                                                                       |                           |                           |                          |                          |
|                                                                       |                                                                       | Premier tour 11 juin 2017 | Premier tour 11 juin 2017 | Second tour 18 juin 2017 | Second tour 18 juin 2017 |
|                                                                       |                                                                       |                           |                           |                          |                          |
|                                                                       |                                                                       | Nombre                    | % des inscrits            | Nombre                   | % des inscrits           |
| Inscrits                                                              | Inscrits                                                              | 79 783                    | 100,00                    | 79 783                   | 100,00                   |
| Abstentions                                                           | Abstentions                                                           | 37 803                    | 47,38                     | 44 488                   | 55,76                    |
| Votants                                                               | Votants                                                               | 41 980                    | 52,62                     | 35 295                   | 44,24                    |
|                                                                       |                                                                       |                           | % des votants             |                          | % des votants            |
| Bulletins blancs                                                      | Bulletins blancs                                                      | 342                       | 0,81                      | 2 554                    | 7,24                     |
| Bulletins nuls                                                        | Bulletins nuls                                                        | 110                       | 0,26                      | 784                      | 2,22                     |
| Suffrages exprimés                                                    | Suffrages exprimés                                                    | 41 528                    | 98,92                     | 31 957                   | 90,54                    |
|                                                                       |                                                                       |                           |                           |                          |                          |
| Candidat Étiquette politique (partis et alliances)                    | Candidat Étiquette politique (partis et alliances)                    | Voix                      | % des exprimés            | Voix                     | % des exprimés           |
|                                                                       |                                                                       |                           |                           |                          |                          |
|                                                                       | Cyrille Isaac-Sibille Mouvement démocrate (La République en marche !) | 17 410                    | 41,92                     | 17 976                   | 56,25                    |
|                                                                       | Jérôme Moroge Les Républicains (Union des démocrates et indépendants) | 9 325                     | 22,45                     | 13 981                   | 43,75                    |
|                                                                       | Éloi Navarro La France insoumise                                      | 4 114                     | 9,91                      |                          |                          |
|                                                                       | Muriel Coativy Front national                                         | 3 671                     | 8,84                      |                          |                          |
|                                                                       | Hélène Dromain Europe Écologie Les Verts                              | 2 398                     | 5,77                      |                          |                          |
|                                                                       | David Chizat Parti socialiste                                         | 1 996                     | 4,81                      |                          |                          |
|                                                                       | Bertrand Mantelet Parti communiste français                           | 738                       | 1,78                      |                          |                          |
|                                                                       | Olivier Pirra Divers droite (Parti chrétien-démocrate)                | 571                       | 1,37                      |                          |                          |
|                                                                       | Fabrice Sanz Debout la France                                         | 473                       | 1,14                      |                          |                          |
|                                                                       | François Simon Divers (Union populaire républicaine)                  | 297                       | 0,72                      |                          |                          |
|                                                                       | Gilles Baratin Divers droite (577-Les Indépendants)                   | 238                       | 0,57                      |                          |                          |
|                                                                       | Cécile Faurite Lutte ouvrière                                         | 202                       | 0,49                      |                          |                          |
|                                                                       | Habip Dagli Divers (Parti égalité et justice)                         | 95                        | 0,23                      |                          |                          |
| Source : Ministère de l'Intérieur - Douzième circonscription du Rhône |                                                                       |                           |                           |                          |                          |

### Élections de 2022
| Résultats des élections législatives des 12 et 19 juin 2022 de la 12e circonscription du Rhône |                          |                          |                          |              |              |             |             |
| Candidat                                                                                       | Candidat                 | Parti et coalition       | Nuance                   | Premier tour | Premier tour | Second tour | Second tour |
| Candidat                                                                                       | Candidat                 | Parti et coalition       | Nuance                   | Voix         | %            | Voix        | %           |
|                                                                                                | Cyrille Isaac-Sibille    | MoDem (ENS)              | ENS                      | 13 413       | 30,70        | 24 244      | 62,92       |
|                                                                                                | Jean-François Baudin     | EÉLV (NUPES)             | NUP                      | 10 063       | 23,03        | 14 290      | 37,08       |
|                                                                                                | Jérôme Moroge            | LR (UDC)                 | LR                       | 9 647        | 22,08        |             |             |
|                                                                                                | Élodie Annani            | RN                       | RN                       | 4 611        | 10,55        |             |             |
|                                                                                                | Olivier Pirra            | VIA                      | REC                      | 2 704        | 6,19         |             |             |
|                                                                                                | Arthur Chambon           | PS diss. (PRG)           | RDG                      | 1 341        | 3,07         |             |             |
|                                                                                                | Samantha Spennato        | EAC                      | ECO                      | 703          | 1,61         |             |             |
|                                                                                                | Céline Beuzit            | PA                       | ECO                      | 475          | 1,09         |             |             |
|                                                                                                | Cécile Faurite           | LO                       | DXG                      | 333          | 0,76         |             |             |
|                                                                                                | Lucie Carron             |                          | ECO                      | 259          | 0,59         |             |             |
|                                                                                                | Antoine Heurtel          | PP                       | DIV                      | 128          | 0,29         |             |             |
|                                                                                                | David Amsellem           | SE                       | DSV                      | 12           | 0,03         |             |             |
| Votes valides                                                                                  | Votes valides            | Votes valides            | Votes valides            | 43 689       | 98,92        | 38 534      | 93,67       |
| Votes blancs                                                                                   | Votes blancs             | Votes blancs             | Votes blancs             | 351          | 0,79         | 1 884       | 4,58        |
| Votes nuls                                                                                     | Votes nuls               | Votes nuls               | Votes nuls               | 127          | 0,29         | 720         | 1,75        |
| Total                                                                                          | Total                    | Total                    | Total                    | 44 167       | 100          | 41 138      | 100         |
| Abstention                                                                                     | Abstention               | Abstention               | Abstention               | 38 020       | 46,26        | 41 053      | 49,95       |
| Inscrits / participation                                                                       | Inscrits / participation | Inscrits / participation | Inscrits / participation | 82 187       | 53,74        | 82 191      | 50,05       |

### Élections de 2024
| Résultats des élections législatives des 30 juin et 7 juillet 2024 de la 12e circonscription du Rhône |                          |                          |                          |              |              |             |             |
| Candidat                                                                                              | Candidat                 | Parti et coalition       | Nuance                   | Premier tour | Premier tour | Second tour | Second tour |
| Candidat                                                                                              | Candidat                 | Parti et coalition       | Nuance                   | Voix         | %            | Voix        | %           |
| | Lucie Gaillot-Durand     | LÉ (NFP)                 | UG                       | 18 044       | 30,02        | 19 938      | 33,33       |
| | Cyrille Isaac-Sibille    | MoDem (ENS)              | ENS                      | 17 411       | 28,97        | 23 200      | 38,79       |
| | Clémence Luisier         | RN                       | RN                       | 15 003       | 24,96        | 16 677      | 27,88       |
| | Pascal Charmot           | LR                       | LR                       | 8 345        | 13,88        |             |             |
| | Noémie Gallice           | REC                      | REC                      | 737          | 1,23         |             |             |
| | Cécile Faurite           | LO                       | EXG                      | 565          | 0,94         |             |             |
| Votes valides                                                                                         | Votes valides            | Votes valides            | Votes valides            | 60 105       | 98,62        | 59 815      | 98,19       |
| Votes blancs                                                                                          | Votes blancs             | Votes blancs             | Votes blancs             | 613          | 1,01         | 824         | 1,35        |
| Votes nuls                                                                                            | Votes nuls               | Votes nuls               | Votes nuls               | 230          | 0,38         | 278         | 0,46        |
| Total                                                                                                 | Total                    | Total                    | Total                    | 60 948       | 100          | 60 917      | 100         |
| Abstention                                                                                            | Abstention               | Abstention               | Abstention               | 21 799       | 26,34        | 21 855      | 26,40       |
| Inscrits / participation                                                                              | Inscrits / participation | Inscrits / participation | Inscrits / participation | 82 747       | 73,66        | 82 772      | 73,60       |

#### Département du Rhône
- La fiche de l'INSEE de cette circonscription : « Tableaux et Analyses de la douzième circonscription du Rhône », sur insee.fr, site de l'Institut national de la statistique et des études économiques (consulté le 10 juin 2007) [PDF]

- « Tous les députés du département du Rhône depuis 1789 », sur assemblee-nationale.fr, site de l'Assemblée nationale française (consulté le 10 juin 2007)

- « Informations contentieuses sur le département du Rhône (Élections législatives de 2002) »(Archive.org • Wikiwix • Archive.is • Google • Que faire ?), sur conseil-constitutionnel.fr, site du Conseil constitutionnel (consulté le 13 juin 2007)

- « Législatives : la liste des candidats investis par les Républicains dans le Rhône », LyonMag,‎ 28 octobre 2021 (lire en ligne).
- « Législatives 2022 : les candidatures à Lyon et dans le Rhône », Rue89,‎ 24 mars 2022 (lire en ligne).
- « Candidats du Parti animaliste pour les élections législatives 2022 », sur Site officiel du Parti animaliste (consulté le 28 mars 2022)
- Loris Lacroix, « Législatives 2022 : à Lyon, les communistes tendent la main aux autres formations de gauche », Lyon Capitale,‎ 28 mars 2022 (lire en ligne).
- Damien Lepetitgaland, « Reconquête ! présente officiellement ses 14 candidats dans le Rhône », Le Progrès,‎ 6 mai 2022 (lire en ligne).

#### Circonscriptions en France
- « Carte des circonscriptions législatives en France », sur assemblee-nationale.fr, site de l'Assemblée nationale française (consulté le 10 juin 2007)

- « Résultats électoraux officiels en France »(Archive.org • Wikiwix • Archive.is • Google • Que faire ?), sur interieur.gouv.fr, site du ministère de l'Intérieur (France) (consulté le 13 juin 2007)

- Description et Atlas des circonscriptions électorales de France sur http://www.atlaspol.com, Atlaspol, site de cartographie géopolitique, consulté le 13 juin 2007.